# Cantón de Nègrepelisse
El cantón de Nègrepelisse era una división administrativa francesa, que estaba situada en el departamento de Tarn y Garona y la región de Mediodía-Pirineos.

## Composición
El cantón estaba formado por seis comunas:
- Albias
- Bioule
- Montricoux
- Nègrepelisse
- Saint-Étienne-de-Tulmont
- Vaïssac

## Supresión del cantón de Nègrepelisse
En aplicación del Decreto n.º 2014-273 de 27 de febrero de 2014, el cantón de Nègrepelisse fue suprimido el 22 de marzo de 2015 y sus 6 comunas pasaron a formar parte; cinco del nuevo cantón de Aveyron-Lère y una del nuevo cantón de Quercy-Aveyron.